# Stortjärnen (Malingsbo socken, Dalarna)
Stortjärnen är en sjö i Smedjebackens kommun i Dalarna och ingår i Norrströms huvudavrinningsområde. Sjöns area är 0,02 kvadratkilometer och den befinner sig 281 meter över havet.